# Cloaca (film)
Cloaca is een Nederlandse film uit 2003 van Willem van de Sande Bakhuyzen met in de hoofdrollen Peter Blok, Pierre Bokma, Gijs Scholten van Aschat en Jaap Spijkers.
Het scenario van de film is gebaseerd op het gelijknamige toneelstuk uit 2002 van Maria Goos. De film is opgenomen als zogeheten telefilm, en is medegefinancierd door de AVRO. Cloaca won in 2003 de Publieksprijs van het Nederlands Film Festival. In totaal zagen 134.950 bioscoopbezoekers de film.

## Verhaal
De homoseksuele kunsthistoricus Pieter is al 22 jaar in een vakantiebaantje blijven hangen als archivaris bij een gemeente. Hij wordt door zijn collega's genegeerd en heeft als wraak jarenlang op zijn verjaardag een schilderij uitgezocht uit het depot in de kelder waar de kunst is opgeslagen die in het kader van de BKR is aangekocht. Brest, de chef van zijn chef Vermeulen, neemt hem mee uit eten. Om een lintje aan te kondigen denkt Pieter, maar in plaats daarvan krijgt hij te horen dat hij de schilderijen moet teruggeven. In ieder geval de acht schilderijen van de pas overleden Van Goppel die ineens veel geld waard zijn geworden. Dit levert een groot probleem op, want Pieter heeft vier Van Goppels verkocht om zijn appartement te kunnen bekostigen.
Als redders in nood verschijnen zijn oude studievrienden van weleer, Joep en Tom. Joep, een streberige politicus die erop rekent in de lopende kabinetsformatie minister van Buitenlandse Zaken te worden, is zojuist door zijn vrouw Conny het huis uitgezet wegens zijn buitenechtelijke verhouding met Jennie Bleek. Hij dacht even bij Tom te kunnen logeren, maar die blijkt enkele maanden eerder finaal te zijn doorgedraaid als gevolg van cocaïnegebruik. Tom wil als advocaat de zaak van Pieter graag op zich nemen ("Dat wordt mijn eerste zaak dan weer na de kliniek."). Joep kan de schilderijenkwestie er eigenlijk niet bij hebben, want hij staat op het punt om te worden benoemd. ("Een homo, okee. Maar een verdúisterende homo, dat kan écht niet!") De ranzige Maarten komt ook binnenvallen; hij zit vlak voor de première van zijn pompeuze toneelstuk Het rad van Ixion waarin Joeps bijna 18-jarige dochter Laura een rol speelt waarbij zij naakt op het toneel staat. ("Soms loopt er bij mij iemand inhoudelijk weleens in zijn blote reet, ja.") Joep is daar volstrekt op tegen ("Een júrk aan, ze moet een júrk aan!") en weet niet dat Maarten bovendien seks met Laura heeft.
De vrienden vieren Joeps verjaardag door een prostituee voor hem te huren, maar dat loopt uit op huilen door Joep en ruzie met Maarten die ook even van haar diensten gebruik wil maken. De vrienden gaan naar de première van Maartens stuk. Joeps wantrouwen over hoe Maarten zijn dochter laat optreden verdwijnt. Hij krijgt na afloop een kans het weer goed te maken met zijn vrouw, maar verprutst die totaal. Tom wordt hier woedend om en gaat de stad in om cocaïne te scoren. Intussen loopt Pieter zijn collega's af om met een huilebalkerig verhaal verklaringen los te peuteren dat de Van Goppels hem zijn geschonken. Als de vrienden weer bij Pieter terugkeren kijken ze terug op hun verleden. ("Ben ik een nare man geworden?")
Net op het moment dat alles voor Pieter goed lijkt af te lopen, trekt Joep zijn handen van de hele zaak af omdat hij staatssecretaris wordt. Van Cultuur. ("Ik ben hier nooit geweest." "Dag Tom, dit was het dan.") Tom knapt nu volledig af en vlucht weg. Maarten, die nog steeds niet aan Joep heeft opgebiecht dat hij het met diens dochter doet, blijft wachten tot Pieter thuiskomt en vertelt hem het slechte nieuws. Pieter snijdt in de badkamer zijn polsen door. ("Van Goppel wist niet wanneer iets klaar was. Ik wel.")

## Rolverdeling
- Peter Blok - Tom
- Pierre Bokma - Pieter
- Gijs Scholten van Aschat - Joep
- Jaap Spijkers - Maarten
- Caro Lenssen - Laura
- Elsie de Brauw - Conny
- Marleen Stolz - Helena
- Eric Schneider - Brest
- Genio de Groot - Jacques
- Marcel Hensema - lichtman
- Jeroen Spitzenberger - acteur
- Benjamin de Wit - acteur
- Marnix Stassen - percussionist
- Diane Krijnen - collega
- Iwan Walhain - drugskoerier
- Matthijs van de Sande Bakhuyzen - Bram Velsink

## Achtergrond
Maria Goos schreef het oorspronkelijk toneelstuk voor Het Toneel Speelt en bewerkte het vervolgens tot filmscenario. De hoofdrolspelers Blok, Bokma, Scholten van Aschat, schrijver Maria Goos en regisseur Van de Sande Bakhuyzen kenden elkaar van de Toneelacademie Maastricht. Een aantal van hen speelde ook in toneelgroep Het Toneel Speelt en speelde in 2002 in de toneelversie van Cloaca.
Het filmscenario van 'Cloaca' verschilt sterk van het toneelscript. In tegenstelling tot het toneelstuk speelt de film zich af op verschillende locaties.

### Titel
De vier hoofdrolspelers zijn oude studievrienden en begroeten elkaar met "cloaca!". De letterlijke betekenis van cloaca (latijn) is 'riool' of 'een verwijding aan het uiteinde van het darmkanaal bij vogels, reptielen en vele vissen waarin de endeldarm, de urineleiders en de eileider uitkomen'. Het is typische studentenhumor om het latijnse woord voor riool te gebruiken om elkaar te begroeten, maar twintig jaar na de studie begint het allemaal een beetje zielig te worden. Hoogopgeleide mannen met dito banen die nog altijd "cloaca!" roepen. Cloacadieren zijn volgens het woordenboek dan ook de laagste orde van zoogdieren.

## Prijzen
- Gouden Kalf publieksprijs voor Beste regisseur (Willem van de Sande Bakhuyzen)
- Gouden Kalf Speciale juryprijs voor de beste acteurprestaties (voor Peter Blok, Pierre Bokma, Gijs Scholten van Aschat en Jaap Spijkers)
- Nederlandse filmjournalisten riepen op 3 januari Cloaca uit tot Beste Nederlandse bioscoopfilm van 2003
- Gouden Film (2004)
- Zilveren Krulstaart 2004 op de Dag van het Scenario
- Prix Europa 2005

1896-1909 · 1910-19 · 1920-29 · 1930-39 · 1940-49 · 1950-59 · 1960-69 · 1970-79 · 1980-89 · 1990-99 · 2000-09 · 2010-19
· 2020-29